# Duttaphrynus beddomii
Espèce
Synonymes
- Bufo beddomii Günther, 1876 "1875"
- Bufo travancoricus Beddome, 1878 "1877"

Statut de conservation UICN

 EN B1ab(iii) : En danger
Duttaphrynus beddomii est une espèce d'amphibiens de la famille des Bufonidae.

## Répartition
Cette espèce est endémique du Sud des Ghâts occidentaux en Inde. Elle se rencontre au Kerala et au Tamil Nadu entre 1 000 et 1 500 m d'altitude.

## Description

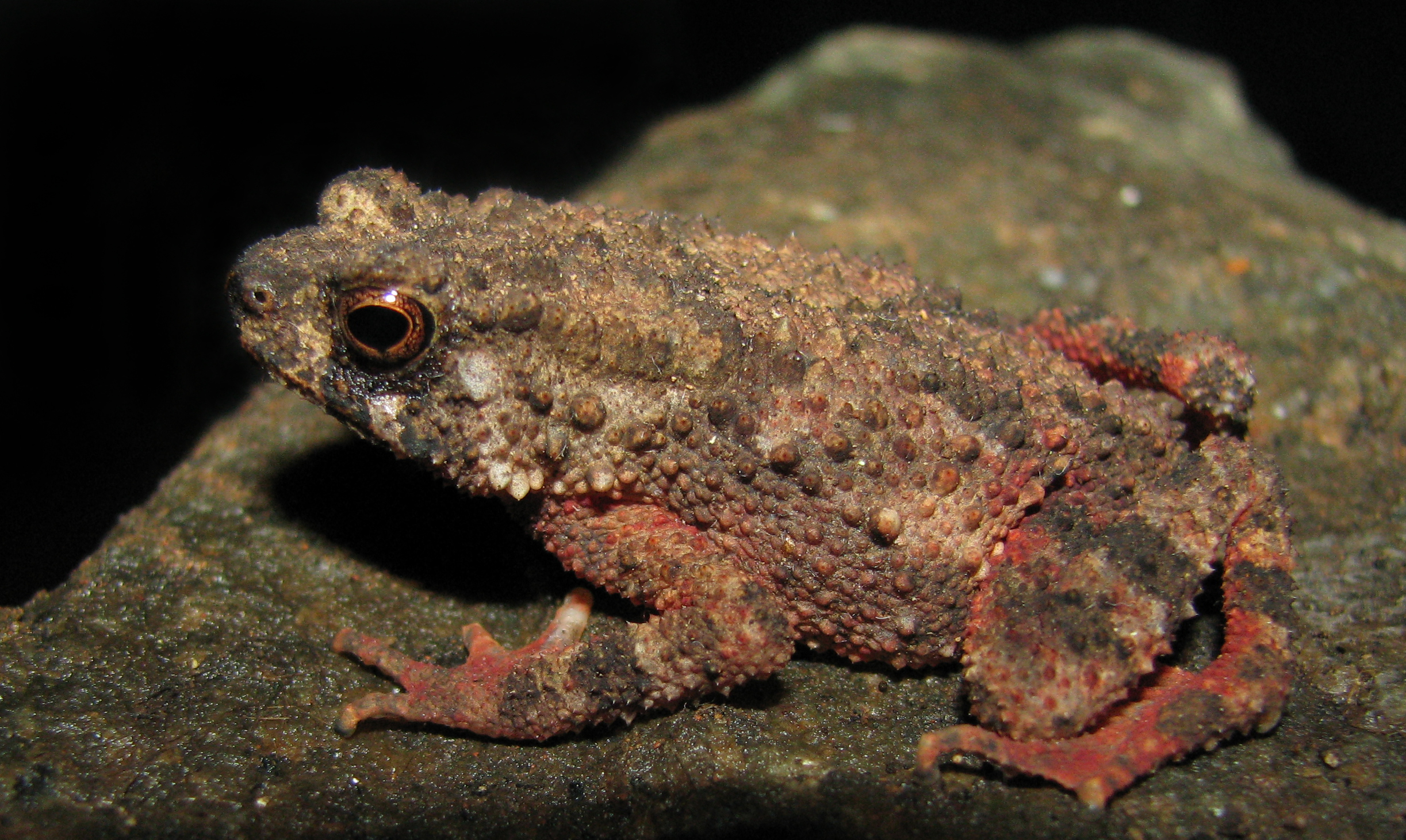
Duttaphrynus beddomii

L'holotype de Duttaphrynus beddomii mesure 43 mm. Cette espèce a la face dorsale brun sombre et présente des taches noires indistinctes. Sa face ventrale est blanchâtre densément marbré de noir.

## Étymologie
Cette espèce est nommée en l'honneur en l'honneur de Richard Henry Beddome (1830-1911), naturaliste britannique.

## Publication originale
- Günther, 1876 "1875" : Third report on collection of Indian reptiles obtained by British Museum. Proceedings of the Zoological Society of London, vol. 1875, p. 567-577 (texte intégral).